# Juanote
Juan Herrera Vázquez (Xalapa, Veracruz 28 de marzo de 1919 - Ibidem 22 de febrero de 1989) más conocido como Juanote.

## Biografía
Fue un cargador y melómano mexicano, que formó parte del folclore de la ciudad de Xalapa a mediados del siglo XX. Fue hijo de Guadalupe Herrera y Rosario Vázquez, campesinos originarios de Tlapacoyan, Veracruz. Desde su adolescencia se integró al oficio de su padre, cargador a destajo. Organizó el primer gremio de cargadores en la ciudad. Fue de su padre de quien heredó su personalidad: una persona honesta, recta, responsable y honrada, que sabía distinguir a las personas hipócritas y las malas acciones. Como su sobrenombre lo indica, fue una persona alta y fuerte (1,90 m de estatura y más de 100 kg de peso), lo que le daba toda la fuerza necesaria para cargar hasta un piano. Dentro del gremio de cargadores tenía el número 13 que por humildad más que por superstición decía era la razón que tenía más trabajo que los demás en el gremio. Gran aficionado a la música clásica y se destaca que, siendo un hombre de extracción humilde, asistía todos los viernes al Teatro del Estado a escuchar el concierto de la Orquesta Sinfónica de Xalapa, posiblemente fue el xalapeño más conocedor de música clásica de su época. Con los años se ganó el respeto y admiración de los miembros de la OSX, así como un lugar preferencial y gratuito.
Se le conoce como suya la frase: "Es mejor callar que hablar". Era muy común verlo intercambiar puntos de vista e ideas tanto con intelectuales, empresarios destacados y gente del clero. Era evidente su compromiso al trabajo bien realizado, su nivel de cultura, honestidad y la plenitud que reflejaba en su andar. Un gran autodidacta que nunca dejó de aprender.
Tenía dos conciertos preferidos. El primer concierto para piano de Mozart, “cuya alegría lo desbordaba” y la quinta sinfonía de Shostakovich, la cual no se podía quitar de la cabeza al trabajar (la sinfonía fue encargada al músico por las autoridades soviéticas con el fin específico de enaltecer la cultura del trabajo en la fábrica de los obreros).
En la calle de Enríquez en el centro de la ciudad de Xalapa, existe un altorrelieve colocado "in memoriam" de Juan Herrera Vázquez, colocada en el lugar donde se acostumbraba ubicar para su trabajo.
La placa que conmemora su presencia y el reconocimiento que con ella se hace, fue pagada en parte por los músicos a quienes siempre acompañó (y hasta aconsejó), por las autoridades de la universidad y por el mismo ayuntamiento xalapeño.
Cuando falleció, la Orquesta Sinfónica de Xalapa tocó en su honor.
En el XX aniversario de su fallecimiento, el Ayuntamiento de Xalapa, le organizó un homenaje, donde se interpretó su música favorita.